# Villa I Nespoli
Villa I Nespoli si trova nel comune di Fiesole, in provincia di Firenze. È situata lungo la via Faentina in località Pian del Mugnone, in una posizione amena circondata da un ampio bosco e rivolta verso la valle del Mugnone. In passato era accessibile anche da via Bolognese tramite via Viuccia, che attraversava un tratto di bosco e oggi è ridotta a sentiero.

## Storia e descrizione
Il complesso risale alla prima metà dell'Ottocento e venne costruito per la famiglia di antiquari Bellini, che ancora oggi la posseggono.
L'edificio padronale, a forma di "L", è unito ad alcune abitazioni di servizio, mentre sul lato della vallata si trova un lungo edificio destinato alle attività agricole, il cui fronte è decorato da tre statue in terracotta che raffigurano due granatieri e un asiatico.